# Xylocopa albinotum
Xylocopa albinotum är en biart som beskrevs av Matsumura 1926. Xylocopa albinotum ingår i släktet snickarbin, och familjen långtungebin. Inga underarter finns listade i Catalogue of Life.